# Ноєнраде
Ноєнраде (нім. Neuenrade) — місто в Німеччині, знаходиться в землі Північний Рейн-Вестфалія. Підпорядковується адміністративному округу Арнсберг. Входить до складу району Меркіш.
Площа — 54,12 км2. Населення становить 11 772 ос. (станом на 31 грудня 2020).